# 戦闘用ヘルメット
| イギリス軍のMk 6（左）。同軍のカムフラージュの布を被せた状態のVirtusヘルメット（右） |  | イギリス軍のMk 6（左）。同軍のカムフラージュの布を被せた状態のVirtusヘルメット（右） |
| イギリス軍のMk 6（左）。同軍のカムフラージュの布を被せた状態のVirtusヘルメット（右） |  |                                                                                      |

戦闘用ヘルメット（せんとうようヘルメット、英: combat helmet）は軍隊や警察で戦闘時に頭部を防護するために装着する防具である。ヘルメットの一種。

## 概要
戦闘用ヘルメットは、戦闘時に受傷すると致命傷となりやすい頭部を外部から加えられる衝撃などから保護するために使用されるヘルメットであり、現代の戦闘用ヘルメットは剣や槍、弓ではなく銃弾や榴弾の爆発による破片などを防ぐために使用される。防護能力は拳銃弾や榴弾の破片の阻止が中心であり、貫通力の大きい小銃弾の阻止は困難である。

## 歴史

### 誕生から衰退

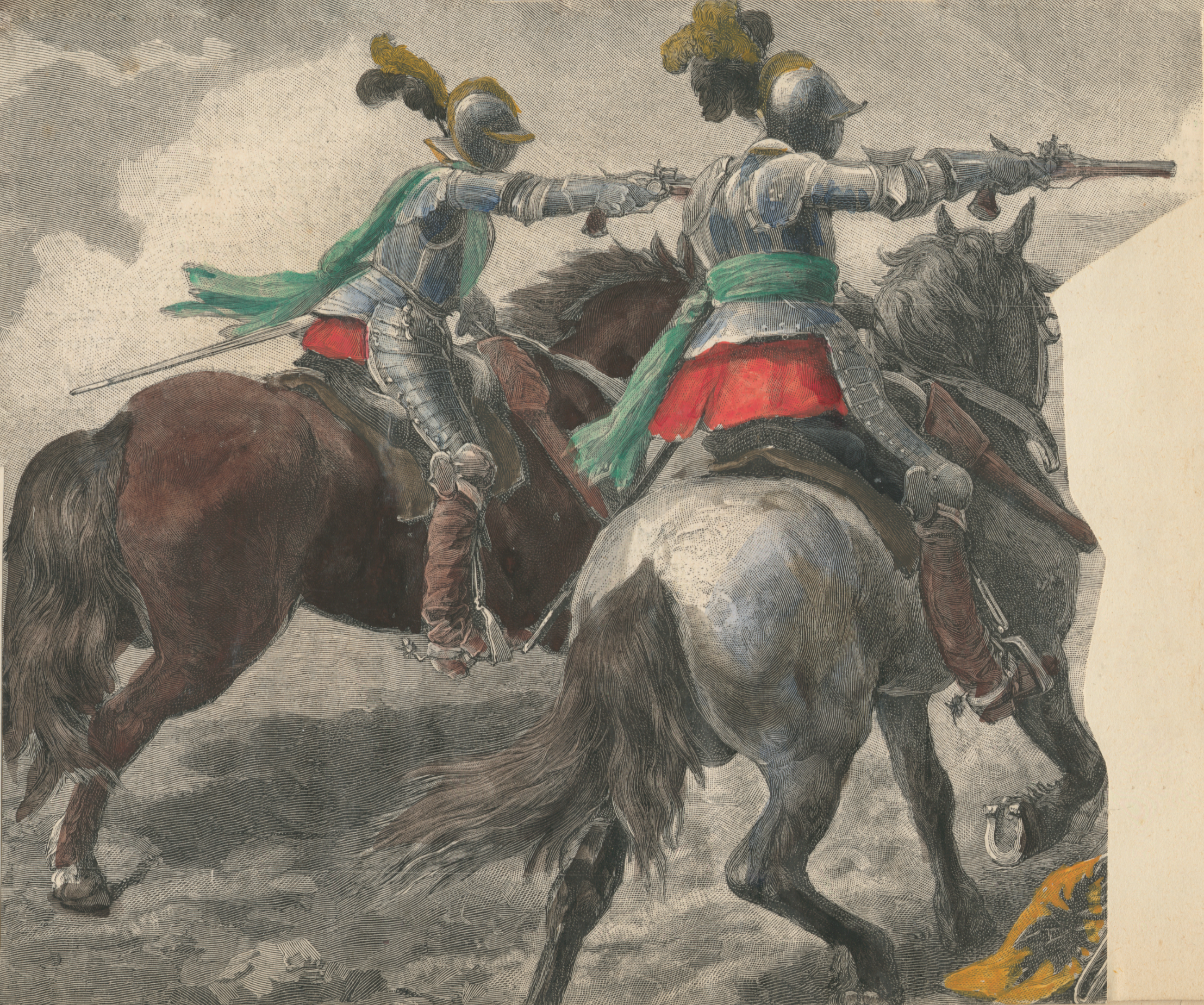
ヘルメットを被った胸甲騎兵

戦闘用のヘルメットは、紀元前24世紀にはエジプト人によってすでに使用されていたことが知られており、銃器の発達で存在価値が無くなる17世紀まで、さまざまな国家や民族で兵士の標準的な装備として使用された。
この時代のヘルメットの材料は、初期のものは皮革や真鍮、青銅器時代と鉄器時代にはそれぞれ青銅と鉄が使用され、950年代以降は鋼鉄が主に使用されるようになった。このようなヘルメットは剣や槍、弓、低速のマスケット銃などに対しては有効であったが、1670年代以降、銃器類の性能向上によって防護能力が不足してくると廃れ始め、18世紀以降にライフル銃が登場すると防弾を目的としたものは歩兵の標準装備から外されるようになった。
18世紀の騎兵は、鋼鉄製のキュイラスと呼ばれる鎧とともに、帽子の下にシークレッツと呼ばれる金属製プロテクターを着用していた。19世紀になると胸甲騎兵や竜騎兵が、飾り付けたヘルメットを再び使用するようになった。

### 第一次世界大戦・第二次世界大戦

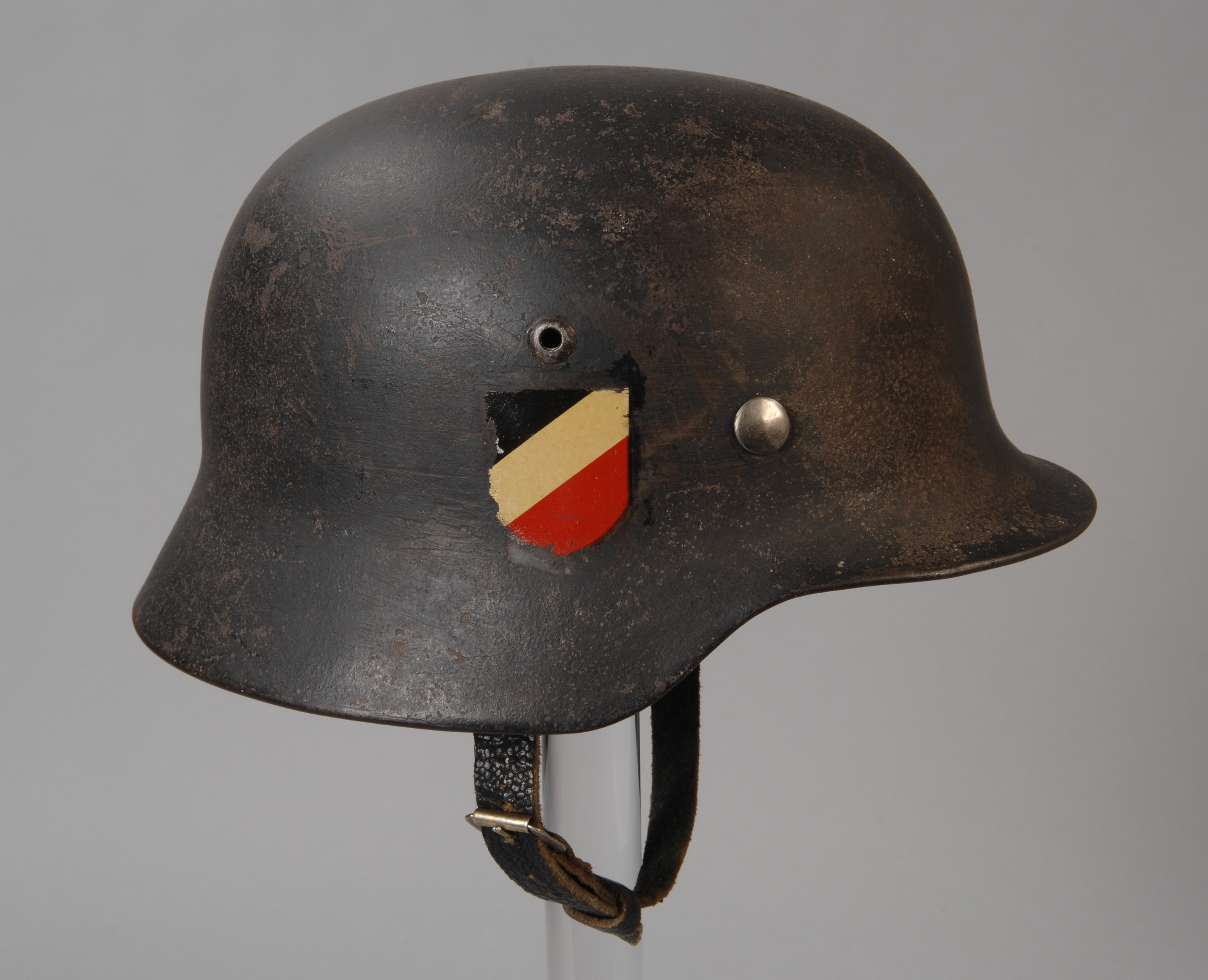
シュタールヘルム。1980年代から登場したヘルメットとよく似た形状である。

第一次世界大戦時にドイツ軍は皮革製のピッケルハウベと呼ばれるヘルメットを兵士に支給していたが、頭部のスパイクが非常に目立っていた。これは、特に塹壕線において、榴弾や手榴弾の破片等の飛散物を阻止することが出来なかったため、後継としてシュタールヘルムと呼ばれる鋼鉄製ヘルメットを採用した。同様に第一次世界大戦を機に多くの国では、銃器の発達で伝統的な飾りに近い存在になっていたヘルメットが、実用的なヘルメットへと更新されるようになり、イギリス軍では、特に上空からの榴弾の破片防護を重視した浅く広い皿型のブロディヘルメットが用いられた。フランス軍でも丸くつばが付いたアドリアンヘルメットが採用された。日本軍では1920年代に欧米のものを参考に、サクラヘルメット（頭頂部の換気穴を覆う金具の形状にちなみ、後世に付けられた俗称）など様々な試作品を経て、満州事変前後の1931年に九〇式鉄兜(のち鉄帽に改称)を、中帽となる戦闘帽(略帽)と共に採用した。アメリカのM1ヘルメットは中帽とヘルメット本体(外帽)を重ねる構造を採用し、中帽単体を軽易な保護帽として、あるいは制帽の代わりに着用できる効果の他、外帽を洗面器、バケツ、椅子、果ては調理鍋代わりに使用する等の用途の多様化という利点も生まれた。
第一次から第二次の世界大戦の戦間期に、戦闘用ヘルメットはその材質面に於いて一つの変化が生じた。第二次世界大戦以前の戦闘用ヘルメットはニッケルクロム鋼などの強度の高い鋼を焼き入れして硬度を増した素材を採用しており、日本の九〇式鉄帽も欧米に倣って、素材の強度で衝突する飛散物を破砕して弾き返す目的でこのような焼入鋼を用いていた。焼入鋼の戦闘用ヘルメットは材質が高価な反面、銃床や円匙といった鈍器による打撃などの衝撃に際しても変形しづらく、帽体を薄く軽量に制作しても手榴弾や砲弾の破片程度であれば十分な防御力を発揮できる為、可搬性や生産時の鉄材節約の面でも優位性があった。反面、このような素材は帽体の強度限界を超えた衝撃が加わると、ほとんど変形を起こす事無く貫徹されてしまうという欠点も存在した。元より小銃弾の直撃を想定していなかった九〇式鉄帽の場合、7.7mm級の小銃弾の直撃には1000mからでも貫徹されてしまう為、日中戦争勃発後の1939年には帽体の厚さを倍に増して小銃弾の直撃への抗堪性を高めた九八式鉄帽を採用する事となったが、重量も九〇式の倍近いものとなった為、配備は十分な補給下で陣地攻撃を企図する前線部隊に限られ、多くの日本兵は終戦まで九〇式を用い続けた。

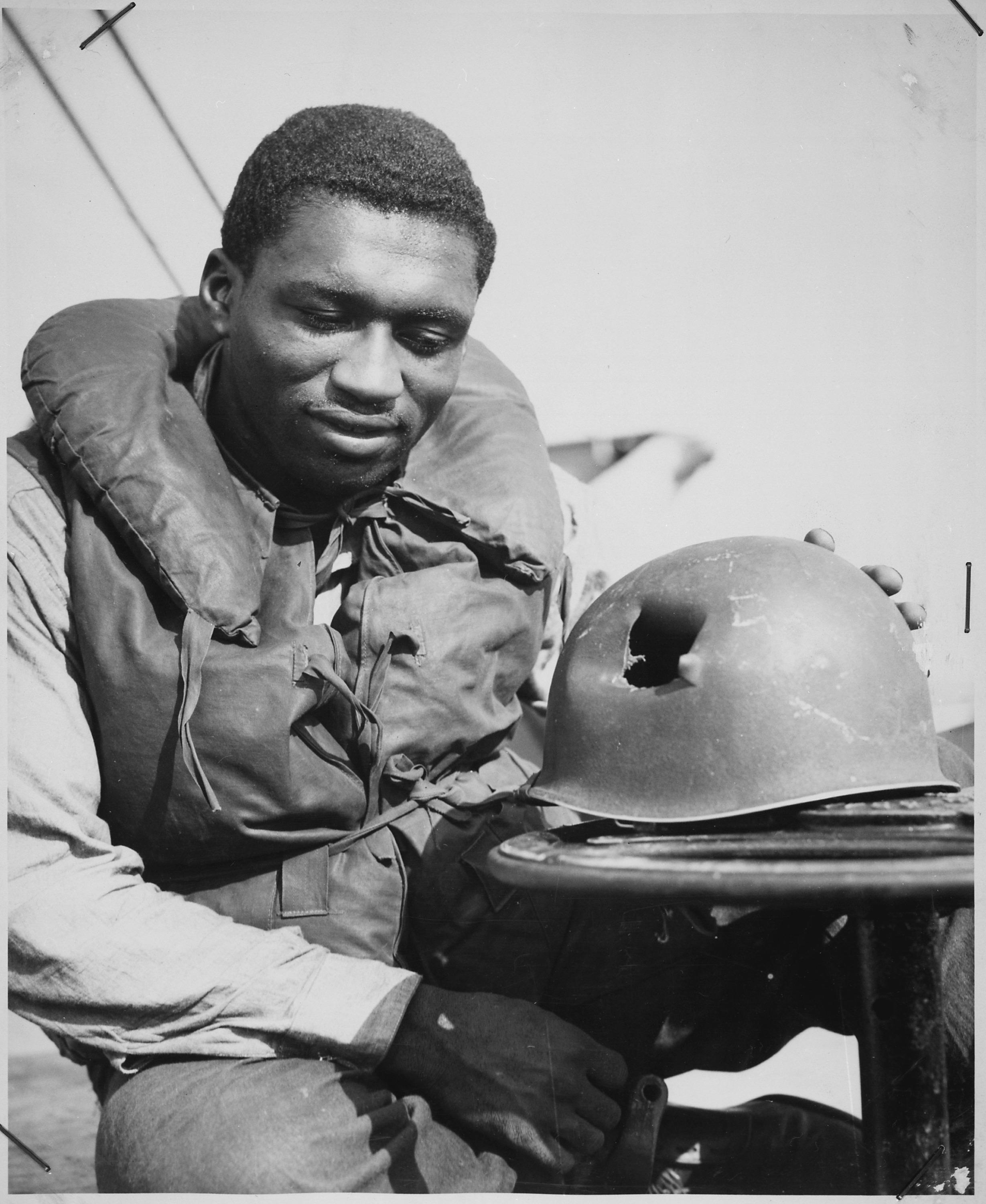
M1ヘルメット着用時に榴弾片の直撃を受けた米沿岸警備隊員。帽体は引き裂かれるように陥没したが、彼は掠り傷程度で済んだ。このように損傷したヘルメットは本人の戦歴の証しとなる

第二次世界大戦時には、アメリカ軍においてM1ヘルメットが開発された。1940年に採用されたM1ヘルメットはそれまでの戦闘用ヘルメットとは素材や防御の概念が異なり、素材には焼入鋼ではなくブルドーザーのバケットなどに一般的に用いられる高マンガン鋼が採用された。高マンガン鋼はニッケルクロム鋼に比較して入手性に富み安価な反面硬度は低いため、衝撃に対して比較的変形しやすく、帽体も大きく重くなりやすい。しかし、焼入鋼と異なり靱性が高いために強い衝撃を受けた際にも大きな変形を起こすのみで、装着者の頭部に致死的な損傷をもたらす貫徹を起こす可能性は低い。M1ヘルメットはこうした素材の長所を生かして、比較的大きな帽体の内側にファイバー製またはプラスチック製のライナー(中帽)を被る二重構造とする事で、帽体が変形する事で小銃弾の直撃などの強い衝撃を受け止める設計思想となっている。ライナーを被る前提とする事により、大きな帽体であっても頭部への装着性が増し、頭部と帽体の間の隙間が確保される事で大きな変形を起こした際の安全性も増し、結果として耐衝撃性も増加する事となった。
日本の自衛隊でもライナーと併せて66式鉄帽として国産される事となったが、64式7.62mm小銃の開発者の一人である伊藤眞吉によると、66式鉄帽の帽体は「試験弾丸が命中した際に穿孔してはいけないが、1-1/2インチ（約38ミリ）以下の凹みで弾丸を受け止めればよい」、ライナーにおいては「着弾による亀裂は生じて良いが、衝撃で破片が飛散してはならない」事が性能要求に科されたという。高速で飛散する破片は樹脂といえども頭部に大きな損傷を与えうる為である。

### 現代
1970年代からは、従来の金属ではなくケブラーやアラミドのような繊維をプラスチックで固めた繊維強化プラスチック製のヘルメットが登場し、金属よりも軽量でありながら防弾・防爆性能が向上している。なお、ケブラー製ヘルメットであっても、貫通力の大きい小銃弾（初速はマッハ1から2、直径は5ミリ半から大きい物では7ミリ半）の阻止は困難である。破片の貫通阻止に加え、破片命中箇所の素材が破壊されることにより、衝撃を吸収する。かつてドイツ軍が第一次世界大戦と第二次世界大戦で使用していたシュタールヘルムとよく似たフリッツタイプのヘルメットが多くの国で採用され、アメリカ軍のPASGTヘルメットや、日本の自衛隊や海上保安庁、警察の88式鉄帽が主な例である。また、無線機のヘッドセット使用を考慮し、耳の部分に余裕を持たせたヘルメットも出てきている。
ヘルメットの安定性を高めた4点式のあご紐、暗視装置の配備に合わせそれらを取り付けるマウントが装着される他、一部の先進国ではACHに代表されるような目庇が短いヘルメットが採用されている。また長時間着用しても疲れにくいクッションパッドや、簡単に調節できるダイヤルライナー式あご紐の導入による装着感の向上が図られる傾向にある。

このほか、米軍は「ダイニーマ」や「スペクトラ」と同種の超高分子量ポリエチレンを用いたECH(Enhanced Combat Helmet)を研究しており、実用化されればケブラー製のヘルメットより軽量でありながら小銃弾の阻止が可能になるとされる。

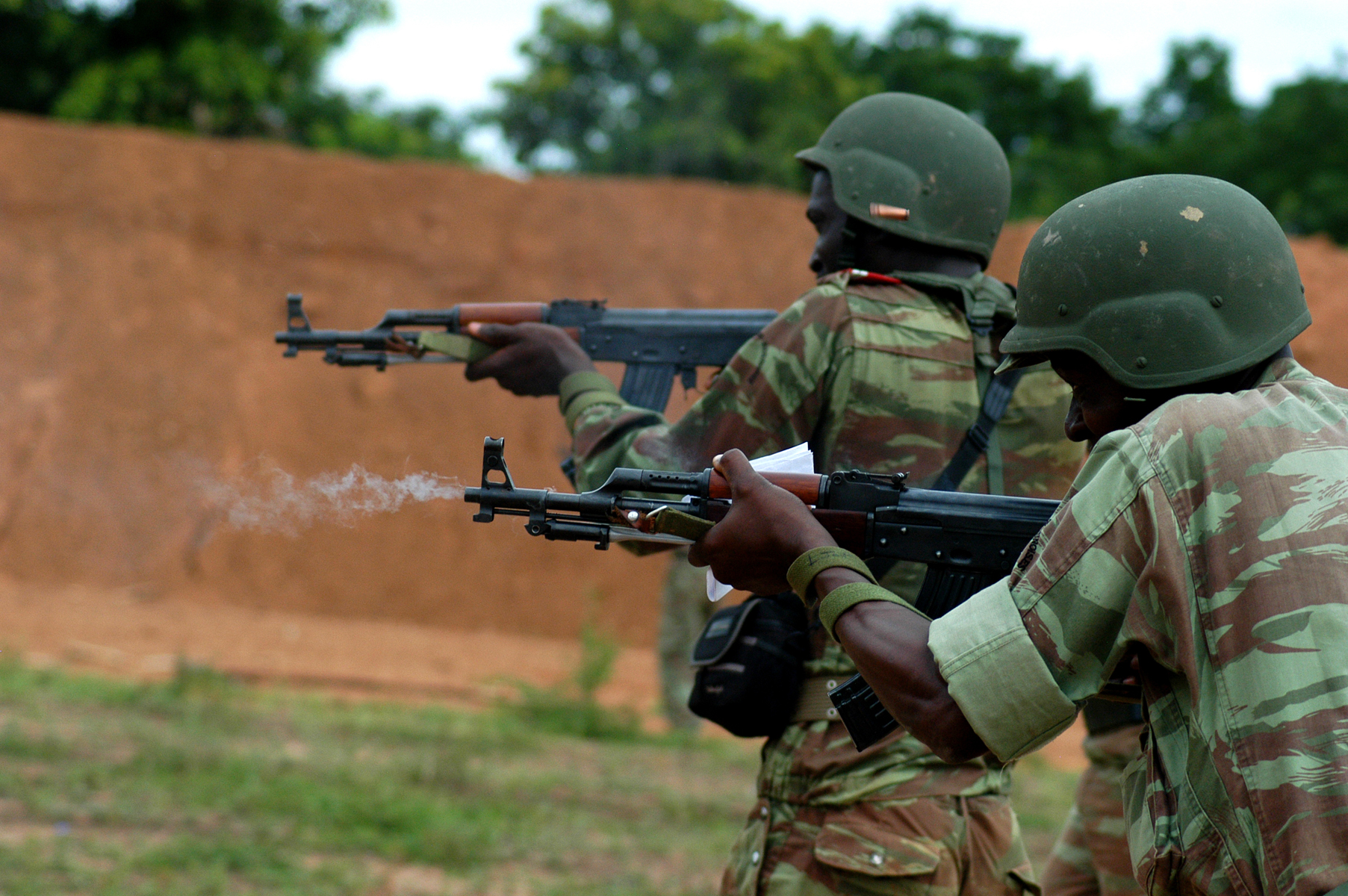
ベナン陸軍
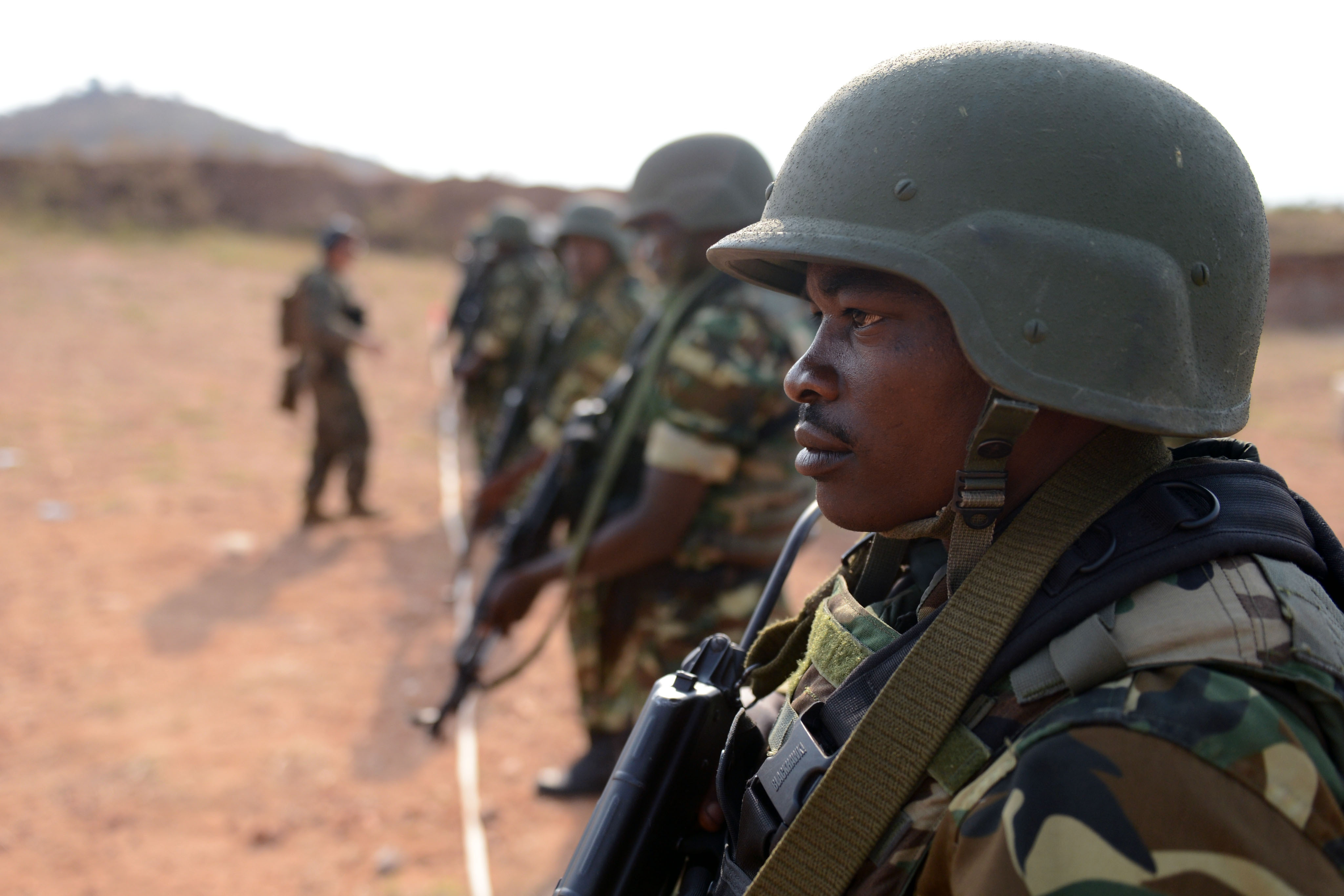
ブルンジ陸軍
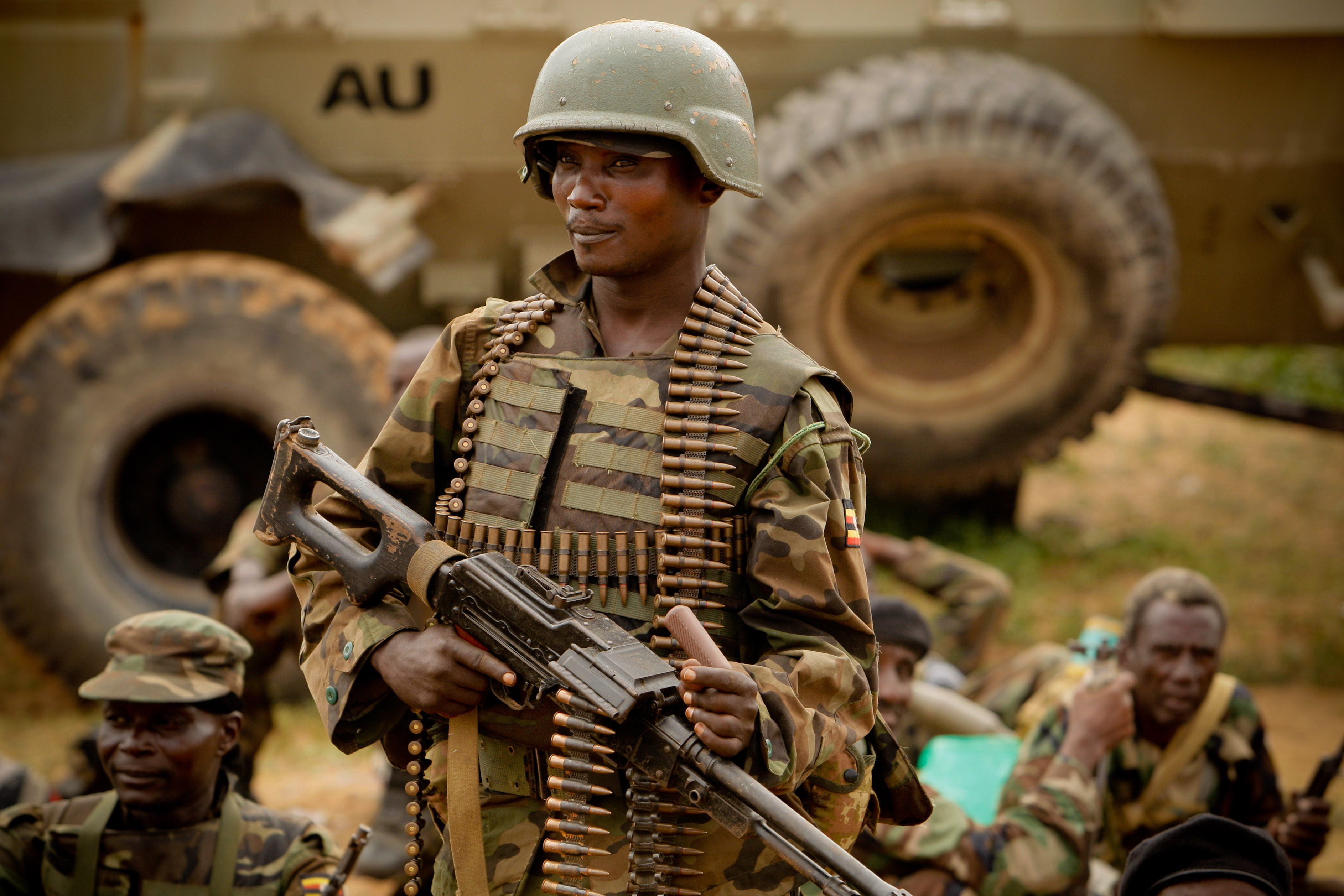
ウガンダ陸軍
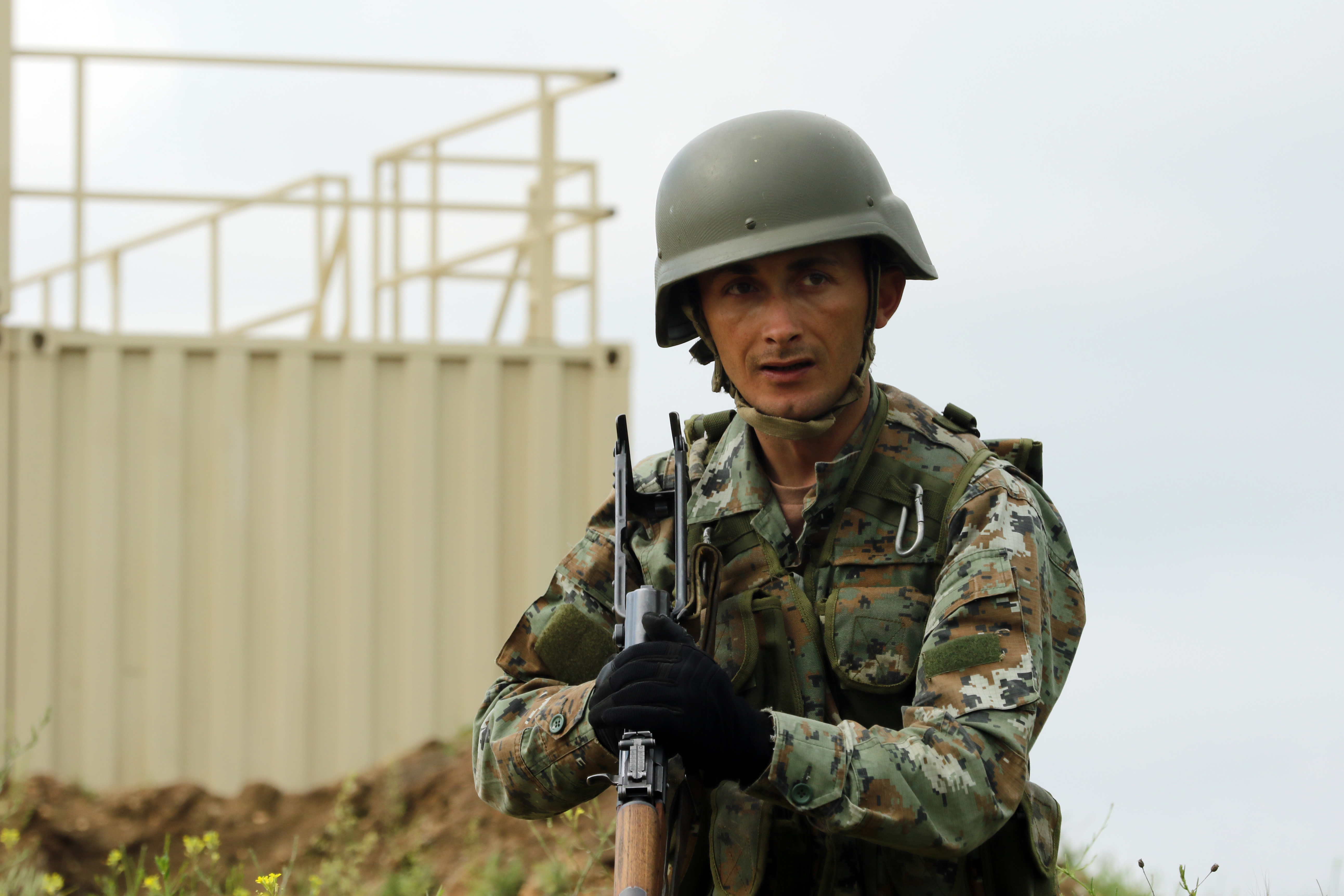
北マケドニア陸軍
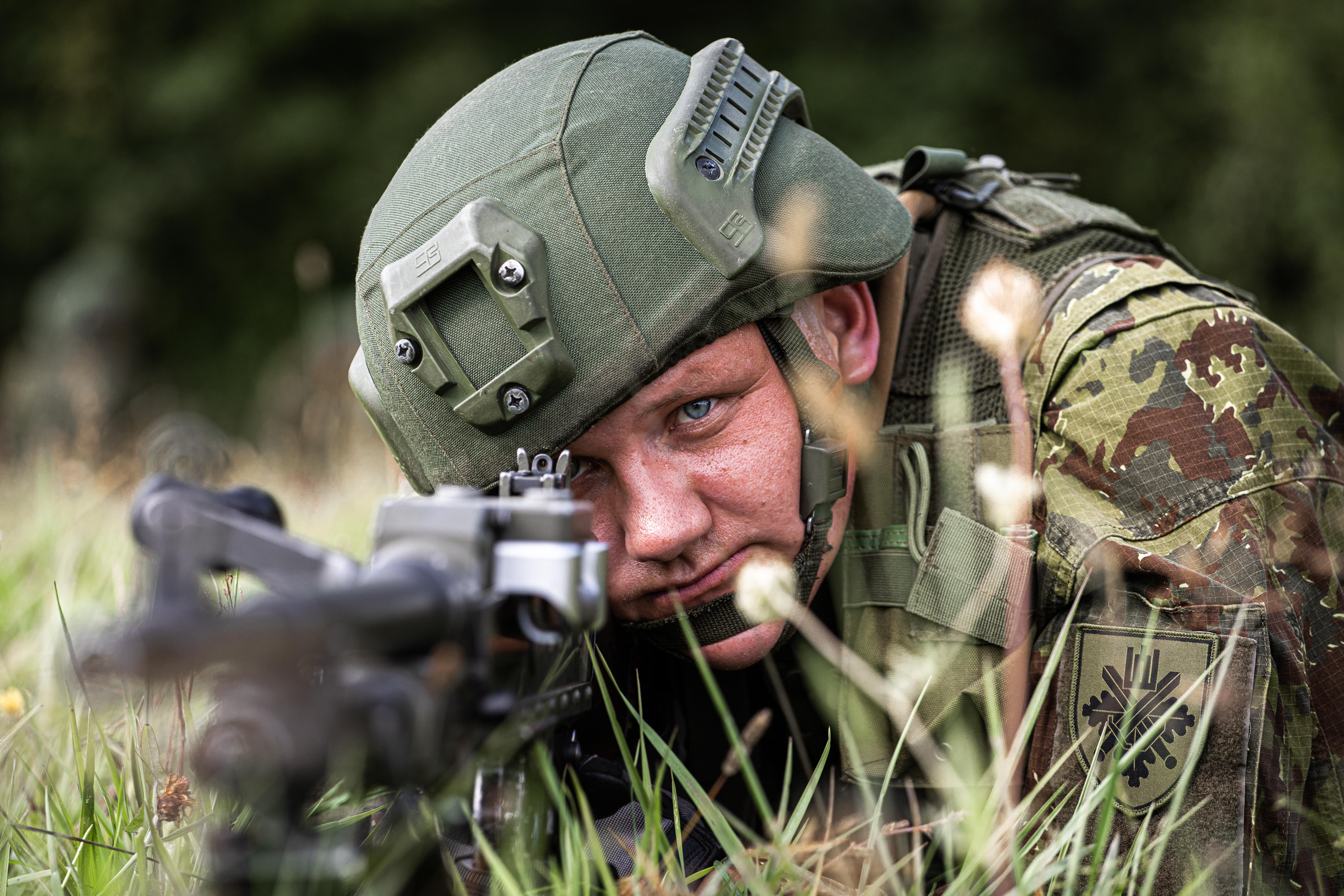
リトアニア陸軍

## 種類

### 空挺部隊・特殊部隊用ヘルメット

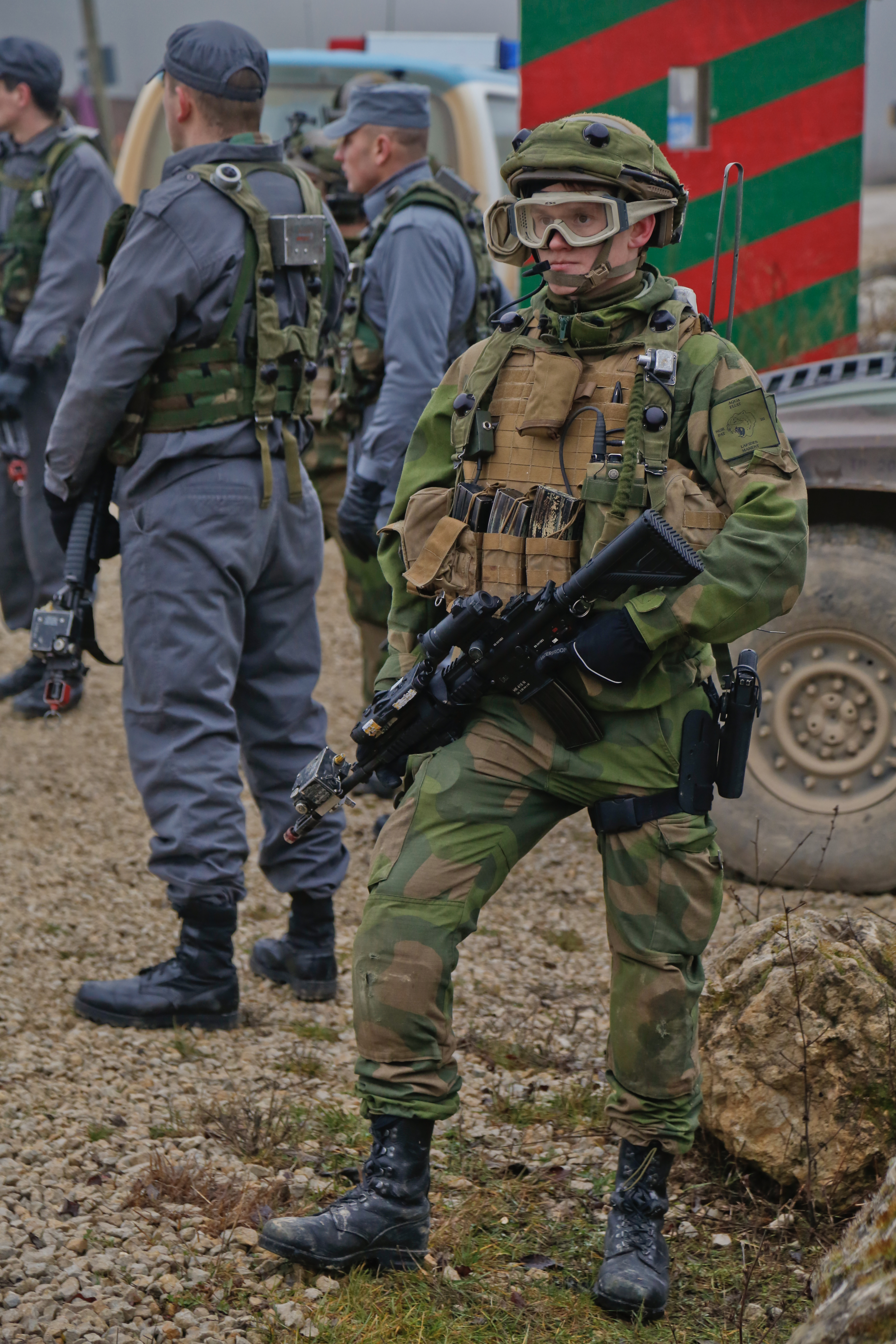
ops-core社のFASTヘルメットを被ったノルウェー軍兵士

2000年代以前には空母のデッキクルー用のヘルメットやプロテック社製のスケートヘルメットやサイクリングやスケート用ヘルメットなどの多用途のヘルメットを流用する例が多かったが、現在ではOps-core社などが軍用の耐衝撃ヘルメットを販売している。
重量が重い防護・防弾ヘルメットは、敏捷な動きを制限したり、屋内などでの近接戦闘では邪魔になったりするため特殊部隊では使わないことがある。特に狭い場所に素早く出入りする必要のあるCQBでは、頭をぶつけないことが重要である。そのような場合では防弾能力の無いABS樹脂製などの軽量なヘルメットが使用される場合がある。水上での移動が多い部隊では泳ぐ際に重さは命とりであり、負傷時には溺死の危険もあるため軽量ヘルメットやブーニーハットを使う（代表例では米海軍のNAVY SEALs等）。
パラシュート降下を行う空挺部隊では、降下の際パラコードが引っかかって不開傘事故を起こすことを防ぐため周縁のつばの無いものを使う場合が多く、高高度降下低高度開傘を行う際には航空機乗員用とよく似たフルフェイスヘルメットと酸素マスクを着用する例も見られる。

### 航空機乗員用ヘルメット

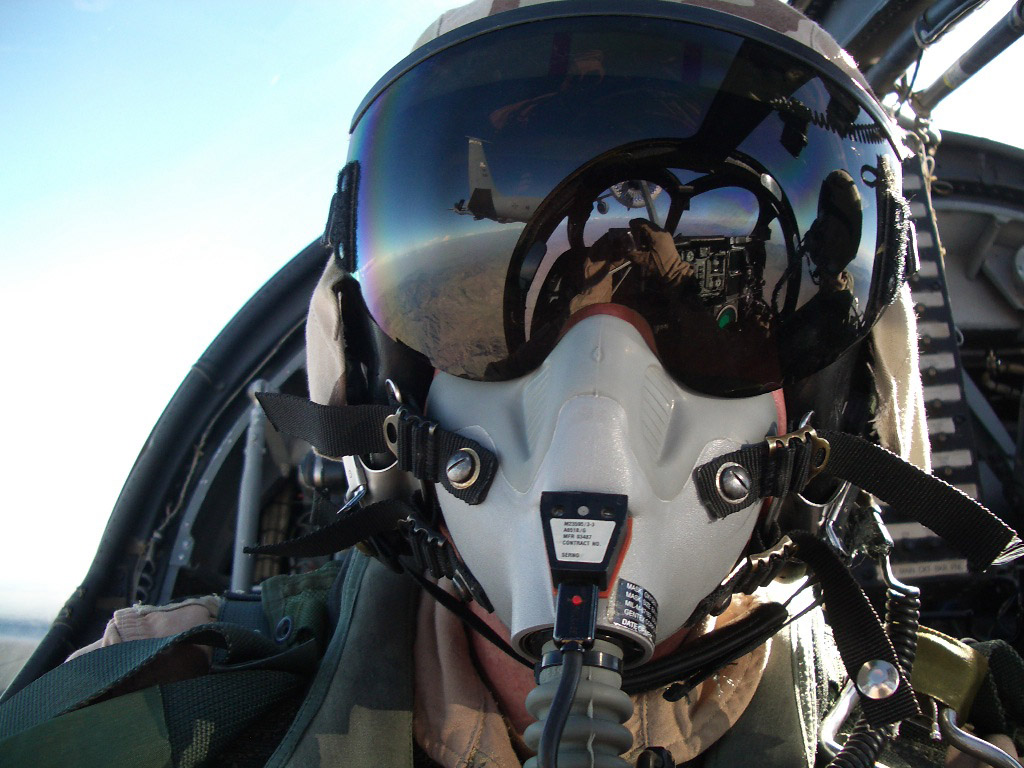
戦闘機パイロット用ヘルメット

軍用機乗員もヘルメットを着装する。こちらは野戦用と違い、基本的には操縦室など機内で頭部を周囲にぶつけたときに保護する目的である。                                                                        
第二次大戦時までは革製の頭巾が主流だったが、戦後はFRPなどプラスティック製のヘルメットを着用するようになった。
また、多くは強い日光や紫外線から目を保護する為の濃色シールドが内蔵されている（レバーを使って昇降させる）ほか、無線電話用の支持アーム付きマイクや酸素マスクが付けられる作りになっている。特に戦闘機のパイロット用は加速度 (G) により増大するヘルメットの重量が首に負担を掛けるので軽量化が図られる一方で、パイロットの視界に直接情報を投影するヘッドマウントディスプレイ (HMD) を装備した物も登場している。

### 戦車乗員用ヘルメット

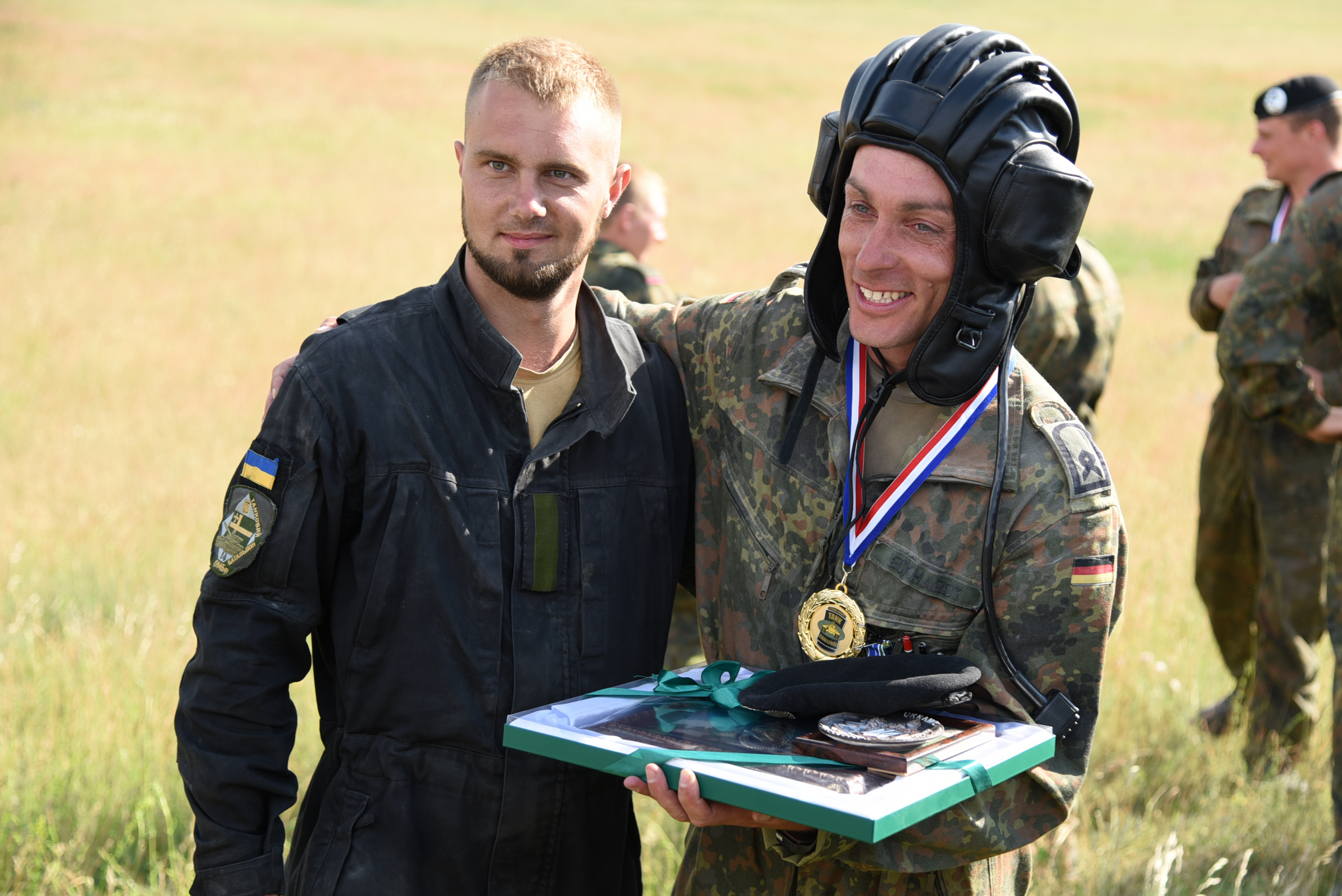
ウクライナ軍戦車兵のヘルメットを被ったドイツ軍戦車兵

戦車や装甲車乗員も車内での頭部保護用としてヘルメットを着装する。
通信や遮音に使用するヘッドセットとの併用を考慮した設計である場合が多く、ロシア（ソビエト連邦）やロシアの技術供与を受けた国々の軍隊、ドイツ連邦軍や自衛隊のように防弾能力の無い対衝撃用のヘルメットを使用する国が多いが、アメリカ軍のCVCヘルメットのように防弾能力を持つものもある。

## 軍用ヘルメット一覧

### 第1次世界大戦
- ピッケルハウベ（ドイツ軍）
- シュタールヘルム（ドイツ軍）
- ブロディヘルメット（イギリス軍）
- アドリアンヘルメット（フランス軍）
- Каска Сольберг (М17)（ロシア語版）

アドリアンヘルメット（モデル1915）を基に開発された。第一次世界大戦開戦後の1915年にフランス駐在武官がアドリアンヘルメットが良いと報告を行うも、皇帝ニコライ二世が難色を示し導入が遅れた。フランス側として西部戦線に参戦したフランス支援ロシア遠征軍はフランス軍の装備を使用した。東部戦線でもアドリアンヘルメットを使用しようという運びも、ニコライ二世の反対で1916年の夏の間だけの提供となった。М17は、1916年11月以降に少しずつ導入され、塹壕を突破するために設立されたУдарные части Русской армииに優先配備された。

### 第2次世界大戦
- M1ヘルメット
- M40（ソ連軍）
- 九〇式鉄帽
- 九八式鉄帽
- シュタールヘルム(改良を加えて使用)

### 東西冷戦から現代
- M1951ヘルメット
- PASGTヘルメット
- 66式鉄帽
- 88式鉄帽
- ACH (ヘルメット)
- LWH (ヘルメット)
- ECH (ヘルメット)
- IHPS (ヘルメット)
- FAST (ヘルメット)
- QGF-02ヘルメット
- Kaska-1m
- HBT-02
- PDxTヘルメット
- 6B47(ロシア軍)
- Batlskin Viper（オランダ軍など）
- Virtusヘルメット（英軍）
- KH-B2000（韓国）

## 他
バトルフィールド・クロス (en:Battlefield cross)
戦場で戦死した兵士を現地で埋葬する際に作られる墓標のこと。南北戦争の頃から行われるようになったとされている。銃剣付きの小銃を地面に差し、銃に本人の認識票を掛け、戦闘用ヘルメットを被せたもので、遺体の後送が不可能な際や現地で葬儀を行う際の簡易的な墓である。バトル・クロスやソルジャーズ・クロスとも呼ばれる。「クロス」はcrossで十字架のこと。

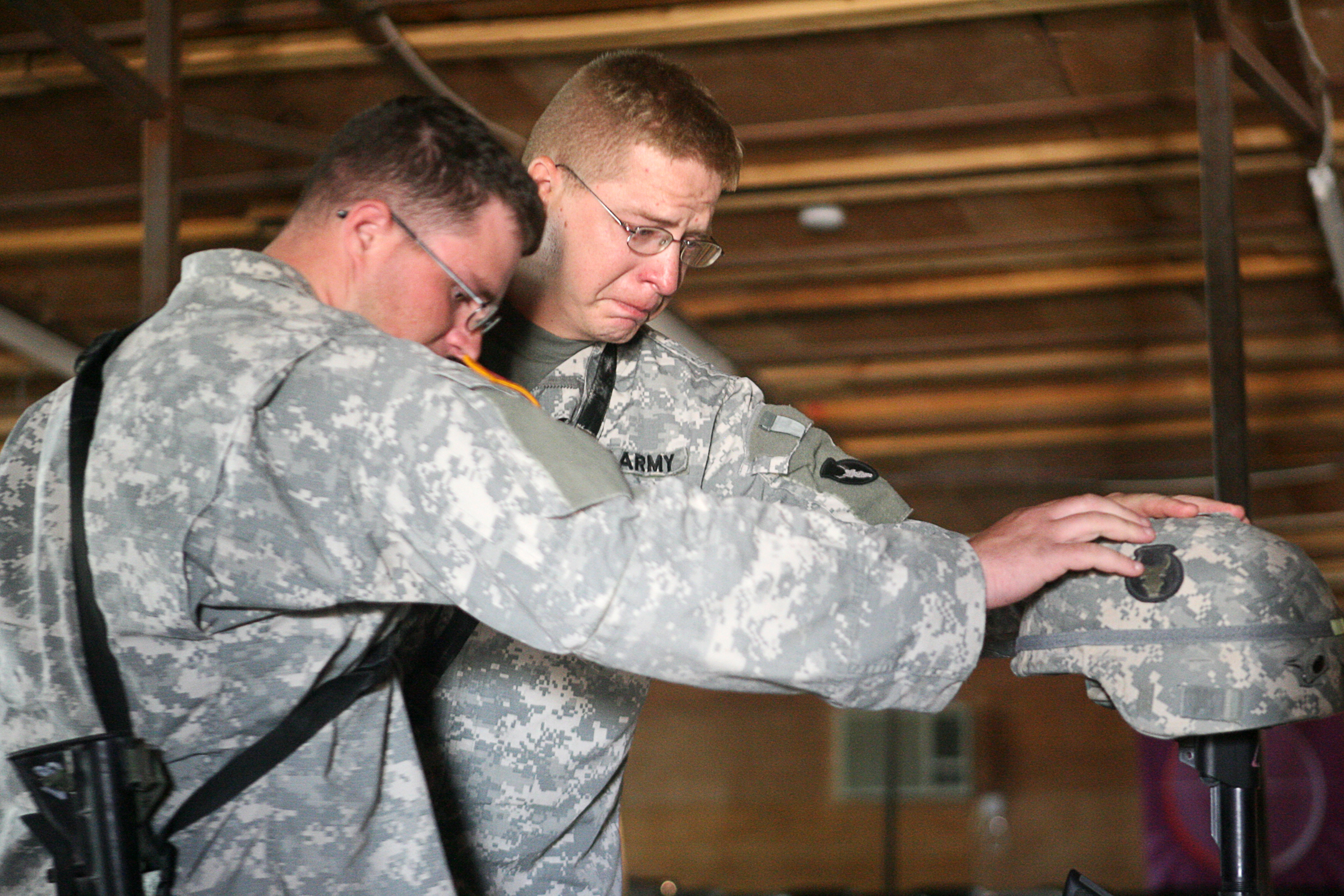
バトル・クロスに最後の別れを行う兵士（アメリカ陸軍）
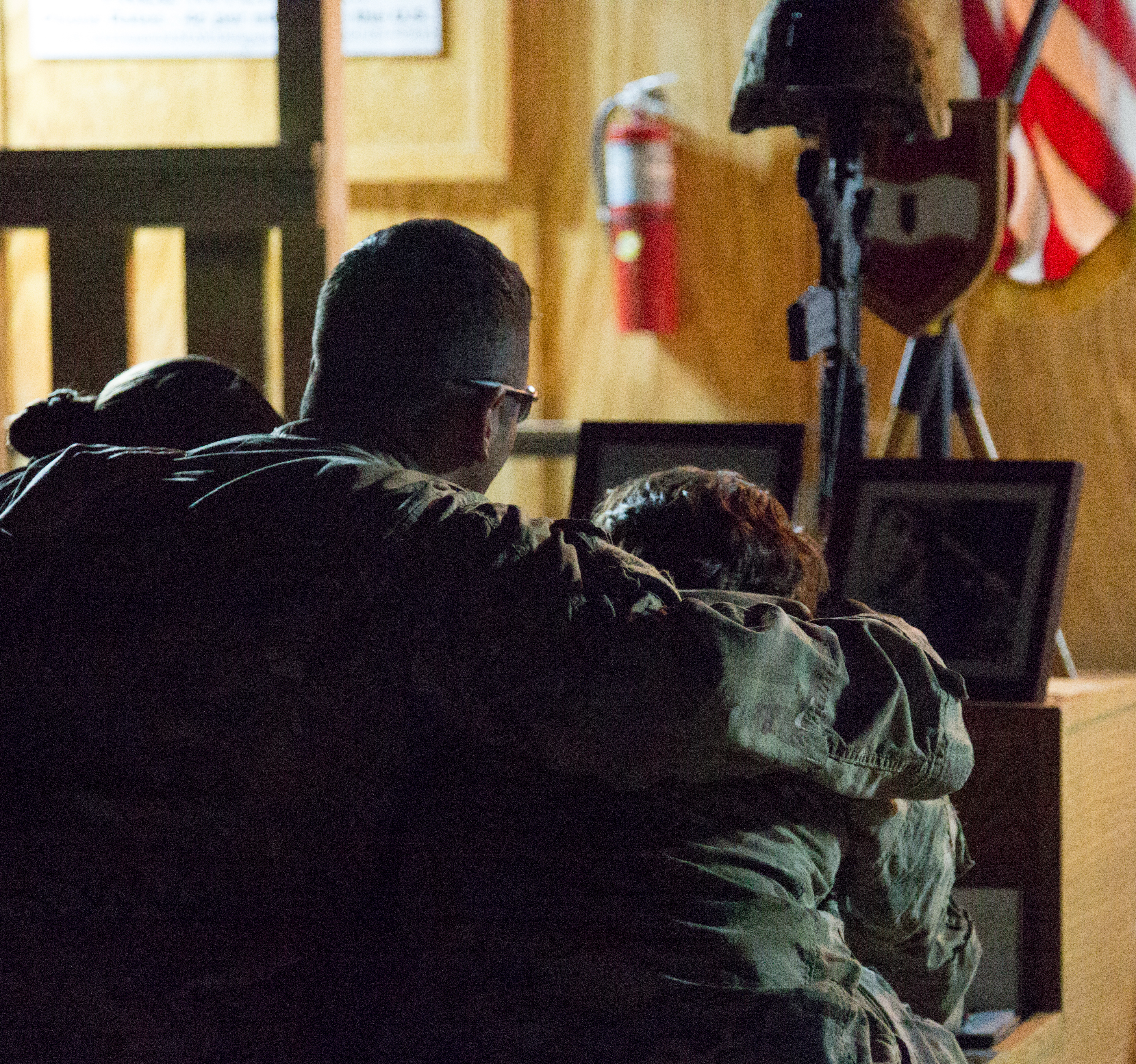
アメリカ陸軍のバトル・クロス。2013年8月にアフガニスタンで戦死したヒルダ・クレイトン特技兵に捧げられたもの
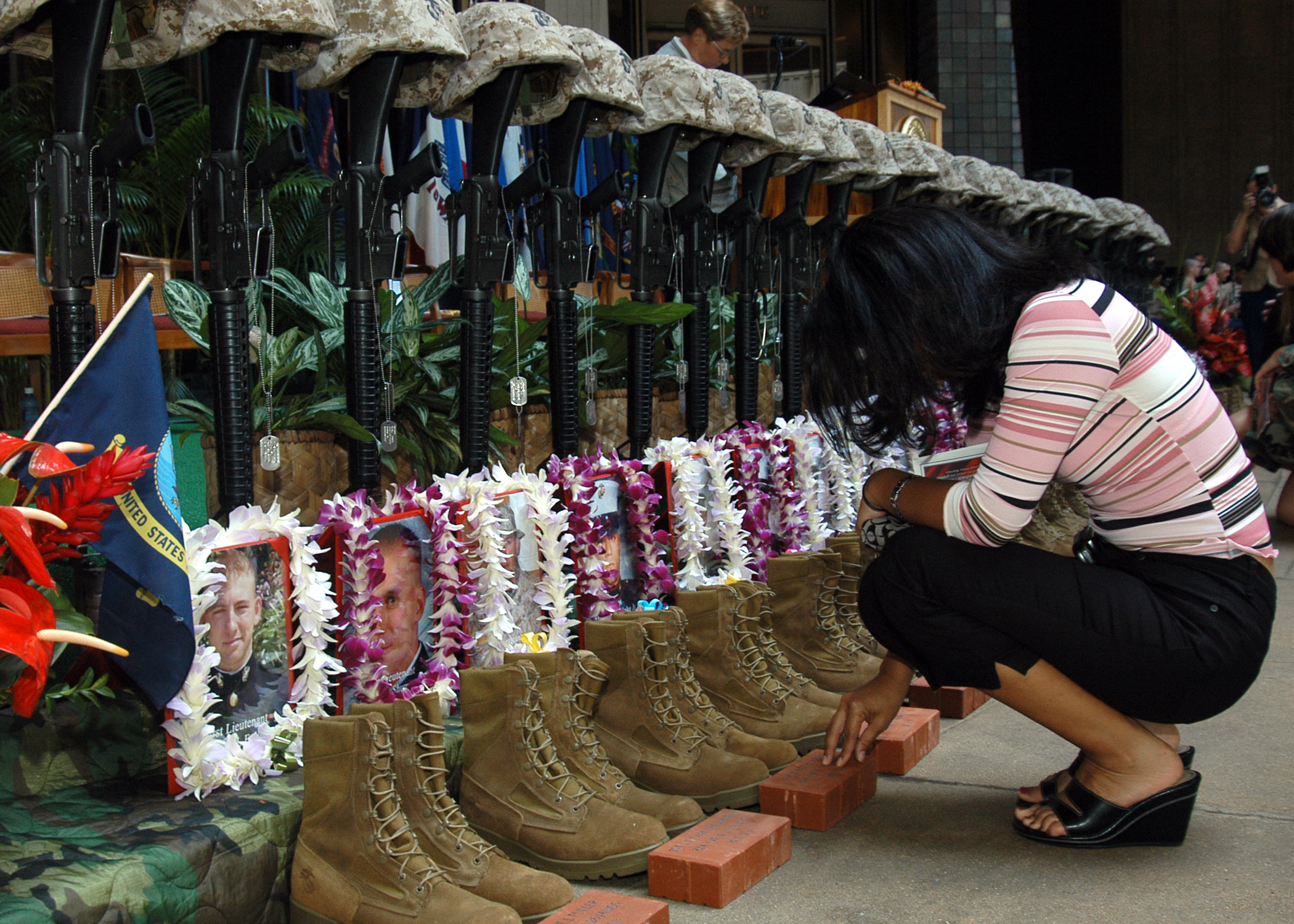
アメリカ海軍のバトル・クロス。2005年1月にイラクのルトバで起きたヘリコプター墜落事故[6]での戦死者に捧げられたもの。同年6月
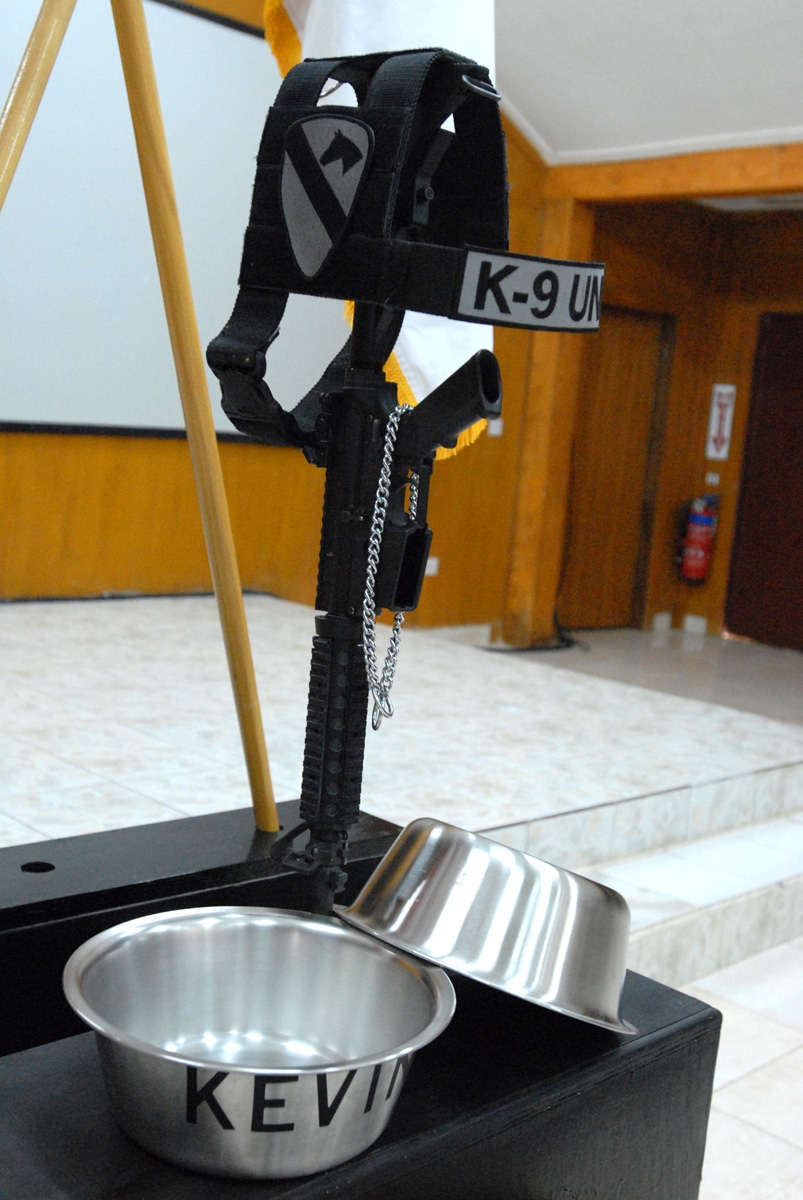
軍用犬のバトル・クロス
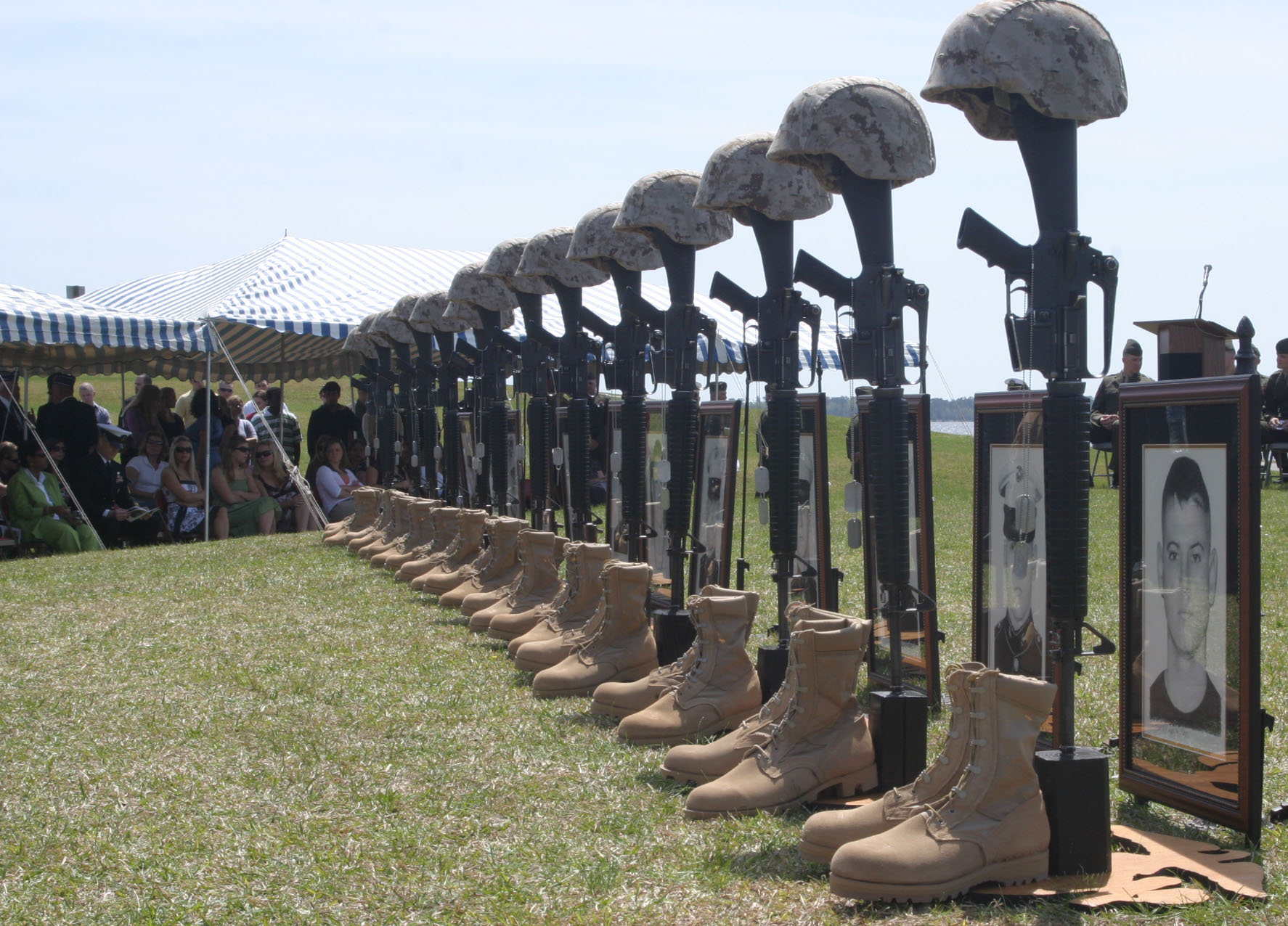
M16とLWHを使用したバトル・クロス（アメリカ海兵隊）。「イラクの自由作戦」に従事しアンバールで戦死した兵達に捧げられたもの